# Latencia (DTV)
En el ámbito de la televisión digital, el retardo introducido por el procesado de señales de audio y vídeo es conocido como latencia. La latencia es una consecuencia ineludible en el uso de tecnologías digitales involucradas en la creación de audio y vídeo. El hecho de muestrear y digitalizar señales de audio o vídeo introduce un retardo temporal. En televisión digital, este retardo no hace más que incrementarse a través de la cadena de producción/postproducción/emisión y recepción. 
En los sistemas completamente digitales se tiene también el problema que el retardo de la señal de audio y el de la señal de vídeo son distintos. Se trata, pues, de una latencia relativa.

## Retardos de procesado y compresión/descompresión
Con el incremento de la digitalización de la televisión acaecido en las últimas dos décadas, se han podido observar, cada vez más, los efectos de estos retardos temporales o latencias. En el transcurso de unos años, mientras se incrementaba el uso del procesado digital aplicado al vídeo, el audio se mantuvo en el dominio analógico. Así, por ejemplo, cuando el vídeo estaba sincronizado por frames o cuando se empezaron a realizar efectos de vídeo digitales, se introdujeron retardos en la señal de vídeo. Sin embargo, en la señal de audio no se introdujo ningún tipo de retardo compensatorio, con lo que la señal de audio atravesaba el sistema de forma más rápida de la que lo hacía el vídeo procesado digitalmente.

### Retardos de procesado
Los pasos de procesado realizados en el dominio digital son básicamente operaciones matemáticas. Estas requieren un cierto tiempo de ejecución y una cantidad de tiempo para el procesado. Este tratamiento de la señal requiere, además, el uso de buffers para almacenar los datos de la señal.

### Retardos de compresión/descompresión
Los procesos de compresión y descompresión de audio y vídeo digital también generan retardos. Las latencias causadas por estos procesos acostumbran a ser mucho mayores que las causadas por la digitalización y el procesado digital. Esto se debe a que estas operaciones tienen lugar en el dominio en el que las señales no están comprimidas.
Un codificador de televisión digital aplica una compresión relativamente alta a ambas señales de audio y vídeo con lo que añade una considerable latencia.
Incluso si los varios retardos introducidos en la producción, grabación, postproducción, reproducción y distribución son compensados, seguimos teniendo un problema cuando comprimimos las señales de vídeo y audio para poder transportarlas a través de una red de distribución o un canal de difusión.
Esto ocurre tanto en la distribución a través de redes físicas como en la difusión mediante una estación local, aunque el nivel de compresión aplicado en la mayoría de redes de distribución de televisión digital es aproximadamente la mitad del nivel de compresión aplicado en la distribución terrestre.
El retardo total introducido por la codificación y la subsiguiente decodificación en los escenarios de distribución o difusión es típicamente de varios segundos. Estos procesos de codificación y decodificación implican el uso de buffers de mayor capacidad. En este sentido, hay estudios realizados que intentan optimizar el modo de trabajo con las señales para reducir en lo máximo posible la dedicación de recursos de buffer.

## Retardos entre audio y vídeo
En un sistema completamente digital, los retardos relativos entre audio y vídeo no suelen ser los mismos. Los retardos que afectan a la señal de vídeo son normalmente mayores que los que afectan a la señal de audio. El resultado de esto se hace evidente en los errores de sincronización labial. En todos estos casos, la señal de vídeo queda detrás de la señal de audio.
Durante la captura de las señales de audio y vídeo se utilizan distintos procesos para cada uno. Por ejemplo, en una cámara CCD el proceso de muestreo y digitalización de la señal de audio tan solo causa un pequeño retardo en el sistema. En comparación, en el hecho de leer los datos de salida del sensor CCD cuando se captura el vídeo, aparece un retardo mucho mayor.

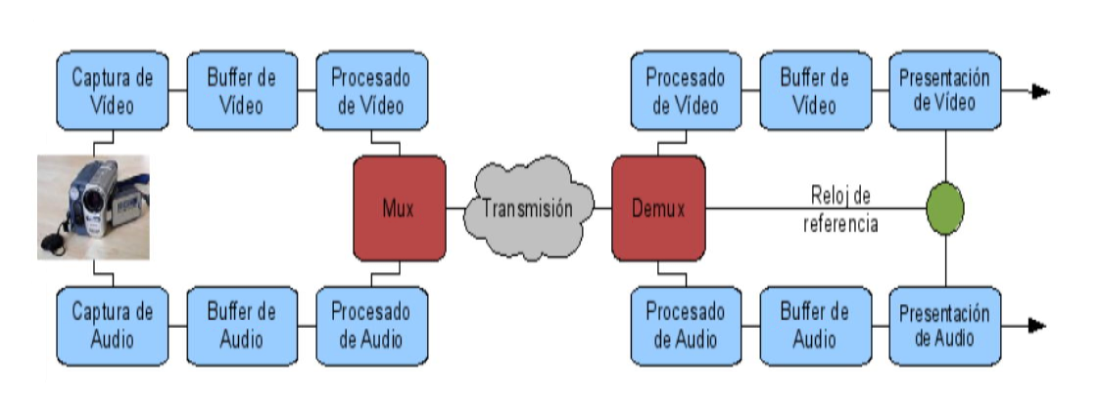
En una captura audiovisual, las señales de audio y vídeo son recogidas y procesadas por sistemas distintos

Dado que la luz viaja mucho más rápido de lo que lo hace el sonido, en la naturaleza nunca podemos encontrarnos una situación donde podamos oír el sonido de un evento antes de que podamos verlo. De hecho, al incrementar la distancia entre el observador y el evento, el sonido cada vez queda más retardado del evento visual; jamás oímos el trueno antes de ver el rayo. Por lo tanto, podemos aceptar que el audio quede retrasado respecto al vídeo más fácilmente que si fuera la señal de vídeo la que fuera retrasada a su respectiva señal de audio. 
Aun con esto, podemos aceptar que el audio quede rezagado hasta cierto punto. Cuando el retardo del audio sobrepasa cierto grado se genera una sensación de que aquello que se está mostrando no es natural, dado que cuando estamos viendo la televisión, los eventos que estamos visualizando normalmente no suelen ser muy distantes. De todos modos, es más desagradable para nuestros sentidos el hecho de que las latencias impuestas en el vídeo procesado digitalmente sean normalmente mayores que las impuestas en el audio procesado digitalmente.

## Retardos en la programación
En televisión digital no solo es preocupante la latencia referida a problemas de sincronización labial sino que también hay que tener en cuenta las latencias del sistema extremo a extremo. 
En el caso de una distribución a través de una estación local, suponiendo que las latencias entre audio y vídeo hayan sido corregidas rigurosamente, la latencia entre la emisión y la visualización de un programa no nos afecta en la mayoría de los casos. Es decir, no nos afecta como espectadores a la hora de ver/escuchar los eventos. Para el productor de contenidos, en cambio, la relación entre los tiempos de inicio y final del programa y las tablas de tiempo del PSIP (Program and System Information Protocol) puede causar problemas como sintonizaciones tardías o grabaciones finalizadas más allá de la hora de finalización del programa.
En la etapa de distribución, los retardos de codificación/decodificación son realmente importantes. Por ejemplo, en un sistema de distribución analógico, un programa empieza exactamente a las 8:00:00 p. m., este puede empezar en casa de un espectador entre 1 y 4 segundos más tarde llegando a ser un problema. Existen discusiones en curso entre grupos de estandarización industrial de cómo atacar este asunto. Una de las soluciones propuestas, es la de avanzar la emisión de los programas varios segundos para poderlo almacenar en un buffer del receptor del abonado de forma que el programa pueda dar comienzo a su hora exacta.